# Vladimír Brych
Vladimír Brych (23. říjen 1961, Karlovy Vary – 29. ledna 2021, Praha) byl český archeolog a pracovník Národního muzea v Praze.

## Život
Na Filozofické fakultě Univerzity Karlovy v Praze vystudoval obor archeologie, který absolvoval v roce 1984. Nastoupil do oddělení starších českých dějin Národního muzea v Praze, kde působil až do smrti jako kurátor sbírky archeologie středověku. Zde se zaměřoval zejména na zpracování starší sbírkových souborů, pocházejících například z kláštera na Ostrově u Davle, z tvrze Semonice nebo z Nového hradu u Kunratic. Věnoval se také dvěma terénním archeologickým výzkumům, které provedl v Louňovicích pod Blaníkem nebo v okolí zámku Vrchotovy Janovice. Připravil nebo se podílel na několika výstavách doma i v zahraničí (Itálie, USA, Indie).

## Publikace
- Hrady a zámky libereckého kraje, Vladimír Brych - Věra Přenosilová, fotografie Jan Rendek, Praha 2002.
- České hrady a zámky na starých vyobrazeních, Vladimír Brych - Věra Přenosilová, katalog ze sbírky grafiky, Národní muzeum Praha 2002.
- Kachle doby gotické, renesanční a raně barokní, výběrový katalog sbírky Národního muzea v Praze; fotografie Jan Rendek, 2004.
- České hrady a zámky, s fotodokumentací Jana Rendeka, Praha 2005.
- Hrady a zámky na Moravě a ve Slezsku, s fotodokumentací Jana Rendeka, 2007.
- Hrady, zámky a tvrze západních Čech, fotografie Jan Rendek, Academia Praha 2016.

Je také autorem či spoluautorem dalších odborných či populárně vědeckých výstavních katalogů, článků, statí a příspěvků k hmotné kultuře středověku a raného novověku, například:
- Pražské kachle doby gotiky a renesance, katalog výstavy. Vladimír Brych – Dana Stehlíková – Jaromír Žegklitz. Pražské středisko státní památkové péče a ochrany přírody, Praha 1989.
- Thousand Years of Czech Culture, Riches from the National Museum in Prague, katalog výstavy, kolektiv autorů, editoři Vladimír Brych a Martin Mádl, Winston - Old Salem 1992.
- Geofyzikální průzkum zaniklé kanonie v Louňovicích pod Blaníkem; Vladimír Brych-Zvonimír Dragoun-Roman Křivánek. In: Vladislav II. druhý král Přemyslova rodu. NLN Praha 2009, s. 101-115.
- Gotický kachel s motivem slepé kružby ze zaniklé kanonie premonstrátek v Louňovicích pod Blaníkem, Vladimír Brych-Pavel Radoměrský; In: Archeologie ve středních Čechách, roč. 6, 2002, s. 607-610
- Kachle z tvrze Křešic u Divišova, K poznání kamnářské produkce pozdní gotiky a renesance ve středních Čechách. In: Archeologie ve středních Čechách 5/2, 2001, s. 665-688.
- Železné předmety z Ostrova u Davle ve sbírce Národního muzea, In: 1000 let kláštera na Ostrově (999-1999), sborník příspěvků, kolektiv autorů, editoři Vladimír Brych a Dana Stehlíková. Národní muzeum Praha 2002, s. 103-120.
- Arma diaboli. O kuších a střelcích, publikace k výstavě, Vladimír Brych (ed.) a kolektiv autorů. Národní muzeum Praha 2013.
- Středověké nálezy z Emauzského kláštera. In: Sedm věží, Karel IV. pohledem akademiků (1316-2016); katalog výstavy, editor Martin Musílek. Praha Academia, 2018 s. 177-181.